# Programmed
Programmed è il primo album in studio del gruppo musicale statunitense heavy metal Lethal, pubblicato nel 1990 dall'etichetta discografica Metal Blade Records.

| Recensione             | Giudizio |
| ---------------------- | -------- |
| Metal Hammer (tedesco) | [ 4 ]    |
| Rock Hard tedesco      | [ 5 ]    |

## Il disco
L'esordio discografico della band è stato realizzato in seguito al demo The Arrival uscito tre anni prima, da cui sono state tratte le canzoni Arrival e What They've Done, quest'ultima però è presente sul demo in un'altra versione e col titolo di Tomorrow's King.
L'album si contraddistingue per le strutture variegate e le soluzioni chitarristiche particolarmente articolate, similmente ai primi lavori dei Fates Warning e dei Crimson Glory anche se la band con le maggiori somiglianze sono i Queensrÿche, soprattutto per quanto riguarda le parti vocali che ricordano Geoff Tate. Le canzoni sono spesso caratterizzate da ritmiche potenti, tipiche del power metal americano.

Molti dei brani qui presenti vengono spesso eseguiti dalla band durante le esibizioni dal vivo, inoltre per la canzone Immune venne anche realizzato un video, all'epoca trasmesso da MTV.
Il CD è stato ristampato nel 1996 dalla Metal Blade e nel 2014 è uscita una nuova edizione in vinile pubblicata dalla Cyclone Empire.

## Tracce
1. Fire in Your Skin – 5:39 (T. Mallicoat)
2. Programmed – 4:03 (T. Mallicoat, D. Hull, G. Cook)
3. Plan of Peace – 2:59 (T. Mallicoat, E. Cook)
4. Another Day – 6:17 (T. Mallicoat, E. Cook)
5. Arrival – 4:24 (T. Mallicoat, E. Cook, G. Cook)
6. What They've Done – 5:44 (T. Mallicoat, E. Cook)
7. Obscure the Sky – 3:59 (T. Mallicoat, D. Hull, G. Cook)
8. Immune – 4:59 (T. Mallicoat)
9. Pray for Me – 3:10 (T. Mallicoat, D. Hull)
10. Killing Machine – 5:36 (T. Mallicoat)

## Formazione
- Tom Mallicoat – voce
- Eric Cook – chitarra
- Dell Hull – chitarra
- Glen Cook  – basso
- Jerry Hartman – batteria